# Cujmir
Cujmir je obec v jihozápadním Rumunsku, v župě Mehedinți, asi 12 km severovýchodně od Dunaje a tedy i od bulharských hranic. Žije zde přibližně 2 800 obyvatel. Obec se skládá ze tří částí.

## Části obce
- Cujmir – 1 820 obyvatel
- Aurora – 569 obyvatel
- Cujmiru Mic – 365 obyvatel

## Významní rodáci
- Iulică Ruican – olympijský vítěz ve veslování